# INVAP
INVAP S.A.U., es una empresa argentina de alta tecnología aplicada al diseño, integración y desarrollo de plantas, equipamientos y dispositivos en áreas complejas como energía nuclear, tecnología e ingeniería espacial, industrial, médica, ambiental y de telecomunicaciones. Sus laboratorios centrales se sitúan en San Carlos de Bariloche. Es una compañía única en su tipo en toda América Latina por sus capacidades y competencia internacional.
Fue creada en 1976 mediante un convenio entre el Gobierno de la provincia de Río Negro y la Comisión Nacional de Energía Atómica de Argentina, como un proyecto de egresados del Instituto Balseiro.
Su nombre inicial fue Investigaciones Aplicadas, luego transfigurado en INVAP como su designación oficial. Desde sus orígenes la empresa ha ganado reputación en las áreas de diseño, desarrollo y provisión de sistemas para reactores nucleares destinados a la generación de energía, investigación médica y producción de radioisótopos con exportaciones a nivel mundial. Desde fines de la década de 1990 ha incursionado en el sector aeroespacial, especialmente mediante el diseño, construcción y operación de satélites y radares.
La compañía tiene su base en San Carlos de Bariloche, sede del polo científico donde se encuentran sus oficinas, talleres, laboratorios y servicios de logística. Posee salas para la integración, administración y diseño de satélites, con un equipo de profesionales establecidos en varios países. Es propiedad exclusiva de la provincia de Río Negro.
Está certificada según las normas ISO 9000 e ISO 14000, implementando la metodología OHSAS 18001:1999 para su Sistema de Gestión de Seguridad e Higiene Ocupacional.
En 2022, INVAP empleaba directamente a unas 1600 personas. Es la única empresa en Latinoamérica certificada por la NASA para realizar sistemas satelitales completos, desde su diseño y construcción hasta su operación (exceptuando el lanzamiento).
En 2018 fue reconocida por la Fundación Konex como la institución más importante del país en la última década, otorgándole el Konex de Brillante, máximo galardón.
En diciembre de 2023, poco después del inicio de la Presidencia de Javier Milei, se dio a conocer el contenido del 70/2023 de desregulación del Estado que incluye medidas que involucran a las empresas del estado. Hacia fines de 2024 la empresa modificó su status y se transformó en una Sociedad Anónima Unipersonal, propiedad de la provincia de Río Negro, que posee el 100% del paquete accionario.

## Actividad nuclear
Desde sus inicios la empresa ha sido un participante activo en proyectos relacionados con la energía nuclear.
Uno de sus logros más destacados en este ámbito fue el desarrollo autónomo de la tecnología de enriquecimiento de uranio mediante el método de difusión gaseosa. Para este proyecto diseñó, construyó y operó una planta industrial de demostración en proximidades de la localidad de Pilcaniyeu, a una hora de Bariloche, el Complejo Tecnológico Pilcaniyeu.
A partir de la construcción del reactor nuclear experimental RA-6 en Bariloche, la empresa llevó adelante una sucesión de proyectos de este tipo de reactores, proyectándose internacionalmente hasta convertirse en uno de los principales referentes a nivel mundial en esta área.

### Reactores nucleares
INVAP ha construido o esta construyendo los siguientes reactores nucleares:
| País           | Ubicación  | Puesta en marcha | Nombre | Potencia térmica (MW) | Notas |
| -------------- | ---------- | ---------------- | ------ | --------------------- | --- |
| Argelia        | Argel      | 1989             | NUR    | 1                     | Vendido al Alto Comisariado para la Investigación del gobierno argelino.                                            |
| Argentina      | Pilcaniyeu | 1997             | RA-8   | 0,10                  | Construido para la CNEA. Facilidad crítica para estudiar el comportamiento neutrónico del núcleo del reactor Carem. |
| Argentina      | Bariloche  | 1982             | RA-6   | 0,5                   | Para la CNEA. |
| Argentina      | Ezeiza     | 2025 (est.)      | RA-10  | 30                    | En construcción para la CNEA.                                                                                       |
| Australia      | Sídney     | 2007             | OPAL   | 20                    | Vendido a la Organización Australiana para la Ciencia y la Tecnología Nuclear (ANSTO).                              |
| Egipto         | El Cairo   | 1997             | ETRR-2 | 22                    | Vendido a la Autoridad de Energía Atómica de Egipto                                                                 |
| Perú           | Huarangal  | 1988             | RP-10  | 10                    | Provisión del sistema de instrumentación nuclear al Instituto Peruano de Energía Nuclear.                           |
| Perú           | Lima       | 1978             | RP-0   | 10                    | Provisión del sistema de instrumentación nuclear al Instituto Peruano de Energía Nuclear.                           |
| Arabia Saudita | Riad       | 2023             | LPRR   | 0,1                   | En construcción, para el King Abdulaziz City for Science & Technology.                                              |
| Países Bajos   | Petten     | 2028             | PALLAS | 25                    | En fase de construcción para la Fundación Pallas                                                                    |
| Brasil         | Iperó      | sin fecha aun    | RMB    | 30                    | Ingeniería de Detalle concluida, cliente CNEN.                                                                      |

### Proyecto Carem
Junto con la CNEA, INVAP ha desarrollado el Proyecto Carem (Central Argentina de Elementos Modulares), una planta nuclear de baja potencia (100 MWth, 25 MWe netos), concebida con un diseño innovador de última generación. Un Carem es de diseño compacto, más simple que el de sus antecesores, con mecanismos de seguridad pasivos. Está pensado para dos versiones: con refrigeración por convección natural hasta 150 MWe y con convección forzada hasta los 350 MWe.
La central nuclear Carem tiene un reactor de agua presurizada con varios generadores de vapor,
cuyas características lo hacen diferente:
- sistema primario integrado y autopresurizado
- refrigeración por convección natural
- sistemas de seguridad pasivos
- no requiere generadores diésel de emergencia
- control de la planta por un sistema de software distribuido

Es ideal para oasis energéticos, desalinización de agua o producción de hidrógeno. Fue inspirado en un viejo reactor nuclear para propulsión marina llamado «Otto Hahn», pero el Carem es un nuevo diseño hecho en la Argentina. Se caracteriza por usar muchos materiales y tecnología nuclear probados. Cuando un primer prototipo de 27 MWe (llamado Carem-25) sea construido, se piensa que constituirá un excelente producto de exportación a países en desarrollo. Emplea como combustible uranio enriquecido al 3,4% y 1,8%, y como moderador y refrigerante utiliza agua liviana.
Carem fue concebido bajo la condición de diseño de falla sin riesgo, o sea que el reactor tiende a apagarse en caso de cualquier tipo de falla, por ejemplo tras la detección de una válvula que falla.
Cuenta con circuitos de extracción de calor residual del núcleo (que también funcionan por convección natural), válvulas de alivio y supresión de presión y la posibilidad de inyectar agua de emergencia desde un depósito siempre a la misma presión que el recipiente de presión.
El proyecto incluyó la realización del diseño, cálculo y análisis de los sistemas del reactor, sistemas auxiliares, sistemas de instrumentación y control, como así mismo el análisis de seguridad del comportamiento de la planta ante un amplio rango de potenciales fallas. El diseño del núcleo del reactor fue ensayado en la facilidad nuclear RA-8, mientras que el funcionamiento por convección natural del sistema principal de refrigeración fue ensayado en un laboratorio de ensayos termohidráulicos construido especialmente que opera a 120 bar. Los resultados de ambos conjuntos de ensayos fueron exitosos.

### Proyecto PALLAS de reactor de producción de radioisótopos en Holanda
A partir del año 2007, INVAP participó en una licitación internacional convocada por la organización neerlandesa Nuclear Research & Consultancy Group (NRG), para la provisión, en la modalidad "llave en mano", de un reactor de investigación en Holanda. Compitiendo con las empresas Areva (Francia) y KOPEC (Corea del Sur). El nuevo reactor, bautizado PALLAS, reemplazaría al reactor HFR existente en Petten, en el noroeste de los Países Bajos, y tendría una potencia máxima de 80 MW.  En mayo del 2009 INVAP presentó la oferta técnica-comercial la cual tras una extensa evaluación, resultó ganadora, superando a las de sus competidores al ser considerada la oferta técnica y económicamente más ventajosa. Pero debido a la crisis financiera que por esa época se abatía sobre Europa, el gobierno neerlandés y NRG pusieron en suspenso el proyecto y no se llegó a firmar el contrato. NRG extendió la fase preparatoria del proyecto, hasta tanto se desarrolle y analice la factibilidad de varios planes de financiación.
En el 2013, el gobierno neerlandés decide relanzar la licitación, y a tal efecto crea la Fundación PALLAS, para gestionar una nueva licitación internacional. A la precalificación se presenta INVAP, AREVA, un consorcio coreano, y una empresa rusa. La empresa rusa no pasa la fase de precalificación. Por lo que INVAP con las otras dos empresas precalificadas son invitadas a presentar ofertas.
Las ofertas se presentaron en marzo de 2017, y fueron seguidas de numerosas reuniones de aclaración y negociaciones entre PALLAS y los participantes en la licitación. Finalmente el 24 de enero de 2018, se anunció que INVAP había ganado la licitación y se firmó el contrato para su diseño y construcción.
PALLAS será un reactor experimental del tipo pileta, con una potencia en el núcleo de unos 25 MW(t) y de complejidad similar al OPAL. El reactor será utilizado para producir radioisótopos para uso en medicina nuclear y ensayar e investigar propiedades de nuevos materiales y combustibles de reactores nucleares.

### Plantas de producción de radioisótopos
INVAP ha construido y exportado plantas para producir radioisótopos utilizados en medicina nuclear.
- Planta de radioisótopos medicinales para Egipto. Puesta en operación 2006.[21]
- Planta de radioisótopos medicinales para Australia. Puesta en operación 2008.[21][22]
- Planta de radioisótopos medicinales para India.  Puesta en operación 2022.[23]
- Planta de radioisótopos medicinales para Argelia (en construcción).

## Satélites

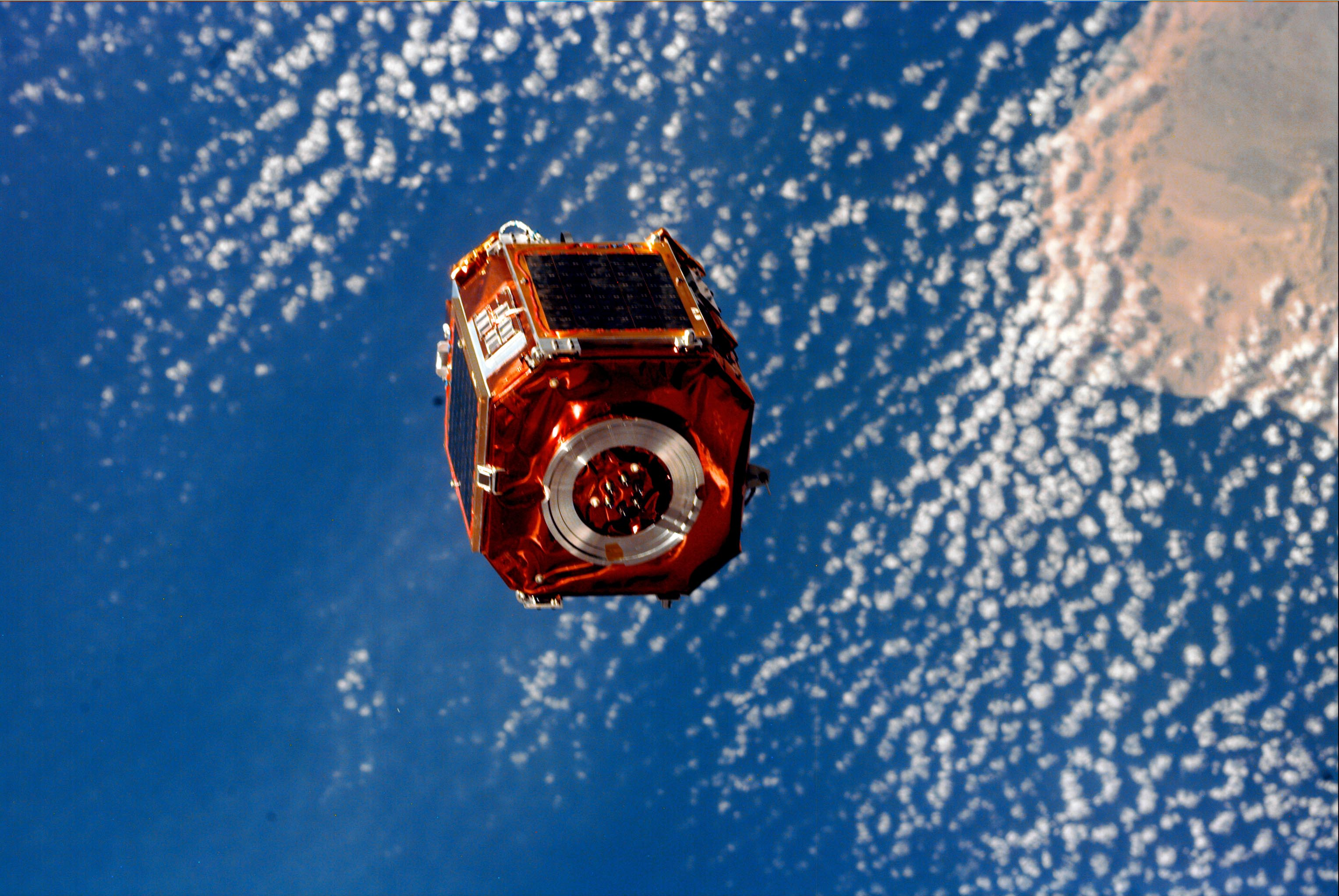
SAC-A visto desde el transbordador espacial.

A través de INVAP, el país exporta tecnología para el sector aeroespacial, especialmente mediante el diseño, construcción y operación de satélites.

### Serie de satélites SAC
INVAP desarrolló en el marco del Programa de Construcción y Diseño Espacial de la CONAE varios satélites de la línea SAC (Satélite de Aplicaciones Científicas): en 1996 el SAC-B de aplicaciones astronómicas, en 1998 el SAC-A para ensayar sistemas ópticos, energéticos, de guiado y control aplicables en futuros modelos, el SAC-C para monitoreo ambiental y de catástrofes naturales en 2000 y el SAC-D en 2011.
El desarrollo del SAC-D comenzó en 2007 como un proyecto conjunto con la NASA. Se trata de un potente y moderno satélite que llevó un instrumento que permitió realizar con total éxito el monitoreo de la salinidad en mares y océanos con el fin de contribuir en el estudio de la biosfera. En este proyecto INVAP fue responsable de la construcción del vehículo y la NASA de la construcción del instrumento de medición que está valorado en unos 200 millones de dólares estadounidenses. El SAC-D es el cuarto y más importante satélite realizado en Argentina.

### SAOCOM

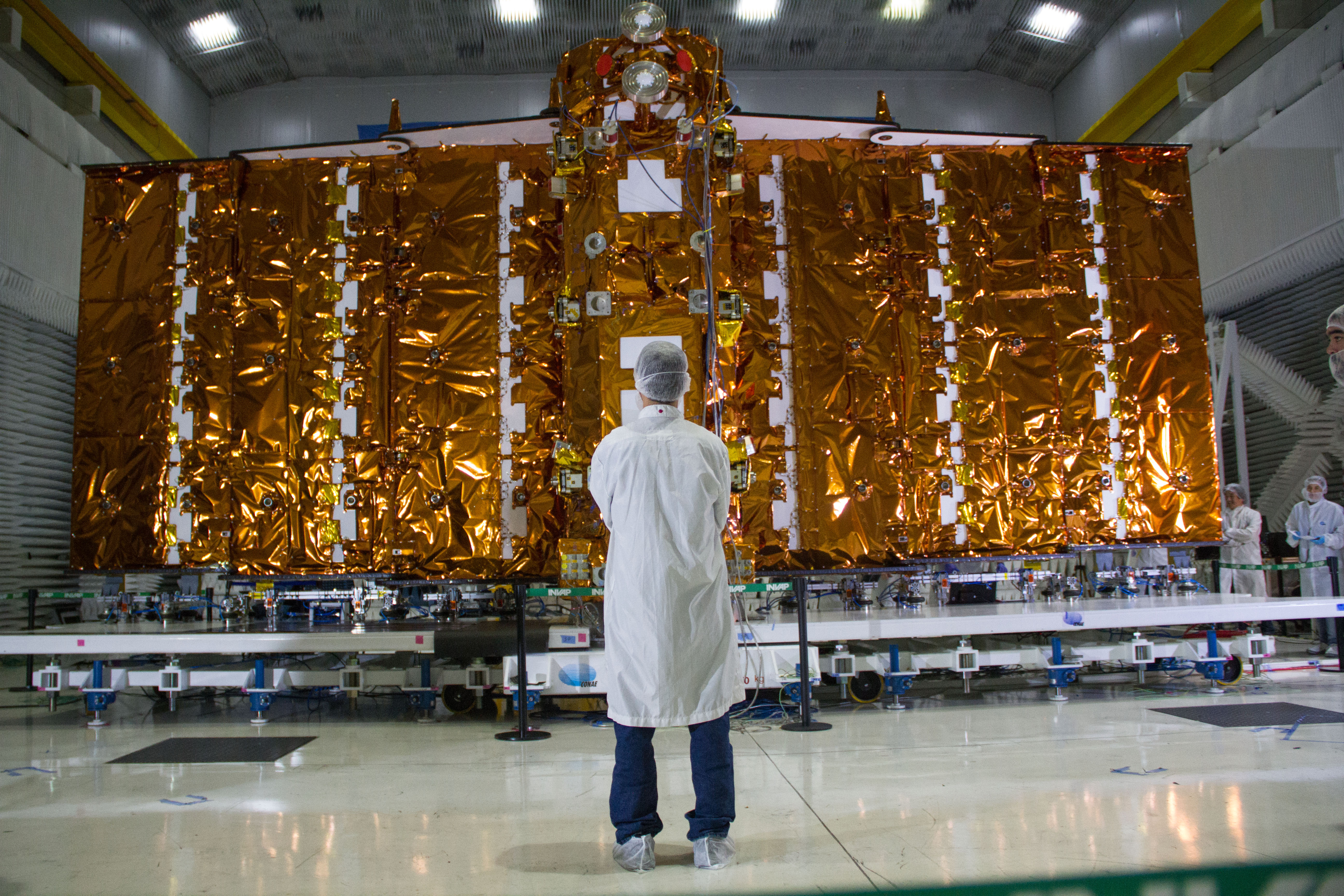

INVAP participa junto a ASI (Agencia Espacial Italiana) en el SIASGE (Sistema Italo Argentino de Satélites de Emergencias), encontrándose en proceso de construcción dos ejemplares del modelo SAOCOM provistos de un sistema de radar de apertura sintética (SAR) y una cámara de infrarrojo térmico, que le permitirá obtener información aplicable en hidrología, prevención y gestión de emergencias y catástrofes ambientales, —tales como inundaciones, incendios y derrames de petróleo en el mar—, tanto de día bajo cualquier condición meteorológica, como de noche. En relación con este desarrollo, el Instituto Gulich estableció un posgrado especial destinado a la especialización de profesionales de distintas disciplinas a fin de interpretar los datos obtenidos desde el satélite.

### Serie de satélites ARSAT

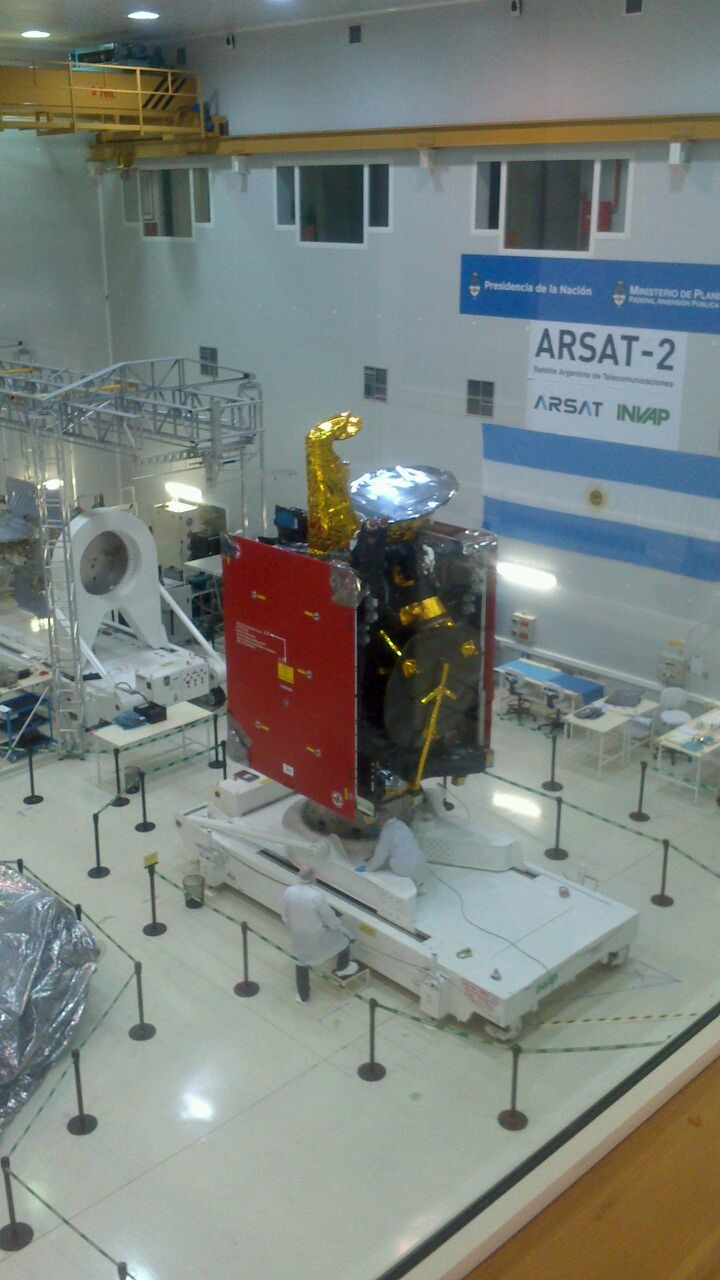
ARSAT-2 en la sala limpia de INVAP

INVAP desarrolló el satélite Argentino Geoestacionario de Telecomunicaciones (ARSAT-1) para AR-SAT. Será el primero de tres satélites geoestacionarios que se utilizarán para brindar servicios de telefonía y datos, Internet y TV a usuarios en todo el territorio nacional y Cono Sur. Tras esto, el país se convirtió en una de las ocho naciones en el mundo que desarrollan y producen sus propios satélites geoestacionarios y, junto a Estados Unidos, son los dos únicos en el continente americano. También fue el primer satélite de su tipo puesto en órbita por un país latinoamericano.
Para ello, el Estado Nacional transfirió a la Empresa Argentina de Soluciones Satelitales AR-SAT S.A., dependiente del Ministerio de Planificación Federal, Inversión Pública y Servicios de la Nación, los activos de la empresa Nahuelsat S.A., que explotaba la posición orbital geoestacionaria 72° Oeste a través del satélite NAHUEL-1. Dicha posición continuó ocupada hasta principios de 2010 por el satélite, hasta que éste cumplió su vida útil. En un futuro próximo, los satélites de producción argentina ARSAT-1, ARSAT-2 y ARSAT-3 ocuparán las posiciones 81° y 72° Oeste.
AR-SAT tiene además el mandato de contratar la ingeniería y desarrollo de sus satélites con manufactura nacional, los que serán construidos dentro del marco del proyecto Sistema Satelital Geoestacionario Argentino de Telecomunicaciones (SSGAT).
Como contratista principal de AR-SAT, INVAP es responsable del gerenciamiento de estos proyectos, el desarrollo completo de la ingeniería en todas sus fases, la fabricación, integración y ensayos, el aseguramiento de la calidad, la puesta en órbita así como la operación en las primeras órbitas de los satélites. El primero de los satélites de la flota, denominado ARSAT-1, comenzará a operar en órbita geoestacionaria de 72° Oeste a partir de mediados de 2013 y los demás lo harán a partir de 2014 (ARSAT-2) y 2015 (ARSAT-3), con una vida útil de quince años.
El ARSAT-1 fue lanzado por medio de uno de los lanzadores que opera desde la Guyana Francesa (cohetes Ariane-V o Soyuz), a cargo de la empresa Arianespace. La masa total de lanzamiento, contando el satélite y su propio combustible fue de unos 3000 kilogramos.

### Segmento terreno
En el segmento terreno INVAP ha integrado para la CONAE dos Sistemas de Sensado Remoto para la recepción de información satelital, incluyendo telemetría, seguimiento y control (TT&C) así como la ingeniería e integración del Centro de Control de Misión en forma conjunta con dicha agencia. Además, durante varios años INVAP fue responsable de la operación y mantenimiento de la Estación Terrena y el Centro de Control de Misión y Sensado Remoto de Satélites Comerciales en Córdoba, Argentina.

### Centro de Control de Operación de Misiones
Los satélites argentinos son comandados por el Centro de Control de Operación de Misiones ubicado en la Estación Terrena Córdoba del Centro Espacial Teófilo Tabanera perteneciente a la CONAE. Como contratista principal, INVAP diseñó, instaló y ha operado las misiones SAC desde 1998 hasta 2009. También proveyó a la CONAE servicios en las siguientes áreas:
- Ingeniería de Operaciones
- Desarrollo de Software
- Entrenamiento de Operadores
- Certificación
- Soporte de Operaciones

## Radares
El Área de Defensa, Seguridad y Ambiente de INVAP es la más reciente dentro de los sectores estratégicos de la empresa rionegrina, surgida como un spin-off del área Satelital. Su origen está estrechamente ligado al desarrollo de tecnologías avanzadas para proyectos espaciales, particularmente la creación de la antena radar del satélite SAOCOM, uno de los proyectos más destacados de la compañía.
Esta experiencia marcó un punto de inflexión para INVAP, al permitir la transferencia de conocimientos y capacidades en sensores y sistemas complejos hacia otras aplicaciones estratégicas.
Este conocimiento acumulado permitió a INVAP explorar y responder a nuevas demandas tecnológicas en áreas críticas como la defensa y la seguridad, ampliando su impacto más allá del sector espacial.
El área hoy se enfoca en proporcionar soluciones tecnológicas avanzadas, diseñadas para proteger la integridad territorial, colaborar con la seguridad ciudadana y monitorear el medioambiente, reafirmando el compromiso de INVAP con el desarrollo tecnológico al servicio de la sociedad.
Desarrollos de la empresa:
- Soluciones para Inteligencia, Vigilancia y Reconocimiento (ISR)
- Radares 3D de vigilancia y control aéreo militares
- Sensores electroópticos giroestabilizados
- Centros de comando y control
- Radares de Control de Tráfico Aéreo (ATC), primarios (PSR), y secundarios (MSSR)
- Radares Meteorológicos Doppler, doble polarización
- Simuladores de Operación de Sistemas
- Servicios de extensión de ciclo de vida y modernización de sistemas

RPA-240T: Tecnología para la Vigilancia Aérea
El RPA-240T es un radar 3D de largo alcance diseñado para proteger y supervisar el espacio aéreo, destacándose por su avanzada tecnología y versatilidad. Este innovador sensor, desarrollado en Argentina, combina capacidades de vigilancia y defensa aérea con un diseño modular y transportable, ideal para instalaciones permanentes o semi-permanentes.
Características destacadas
Versatilidad operativa: Puede ser trasladado por tierra, mar o aire (incluso en un avión C-130) y adaptarse a diversas configuraciones.
Tecnología avanzada: Incluye antena de barrido electrónico, procesamiento digital avanzado y capacidades de guerra electrónica para operar en entornos complejos con interferencias.
Eficiencia y sostenibilidad: Su diseño permite operar las 24 horas del día, los 365 días del año, con bajo mantenimiento y costos logísticos reducidos.
Integración remota: Funciona como un centro de comando local o puede integrarse en sistemas de vigilancia multi-sensor.
Con capacidad para rastrear hasta 600 objetivos simultáneamente, el RPA-240T es un claro ejemplo del potencial tecnológico nacional aplicado a la seguridad y defensa, consolidándose como una solución confiable y eficiente para escenarios operativos exigentes. 
RPA-170M: Innovación Argentina para la Defensa y Seguridad Aérea
El RPA-170M es un radar táctico de defensa aérea 3D de mediano alcance, diseñado y fabricado íntegramente en INVAP. Este sistema tiene alta movilidad y capacidad para un despliegue rápido, lo que lo convierte en una herramienta versátil.

Características principales

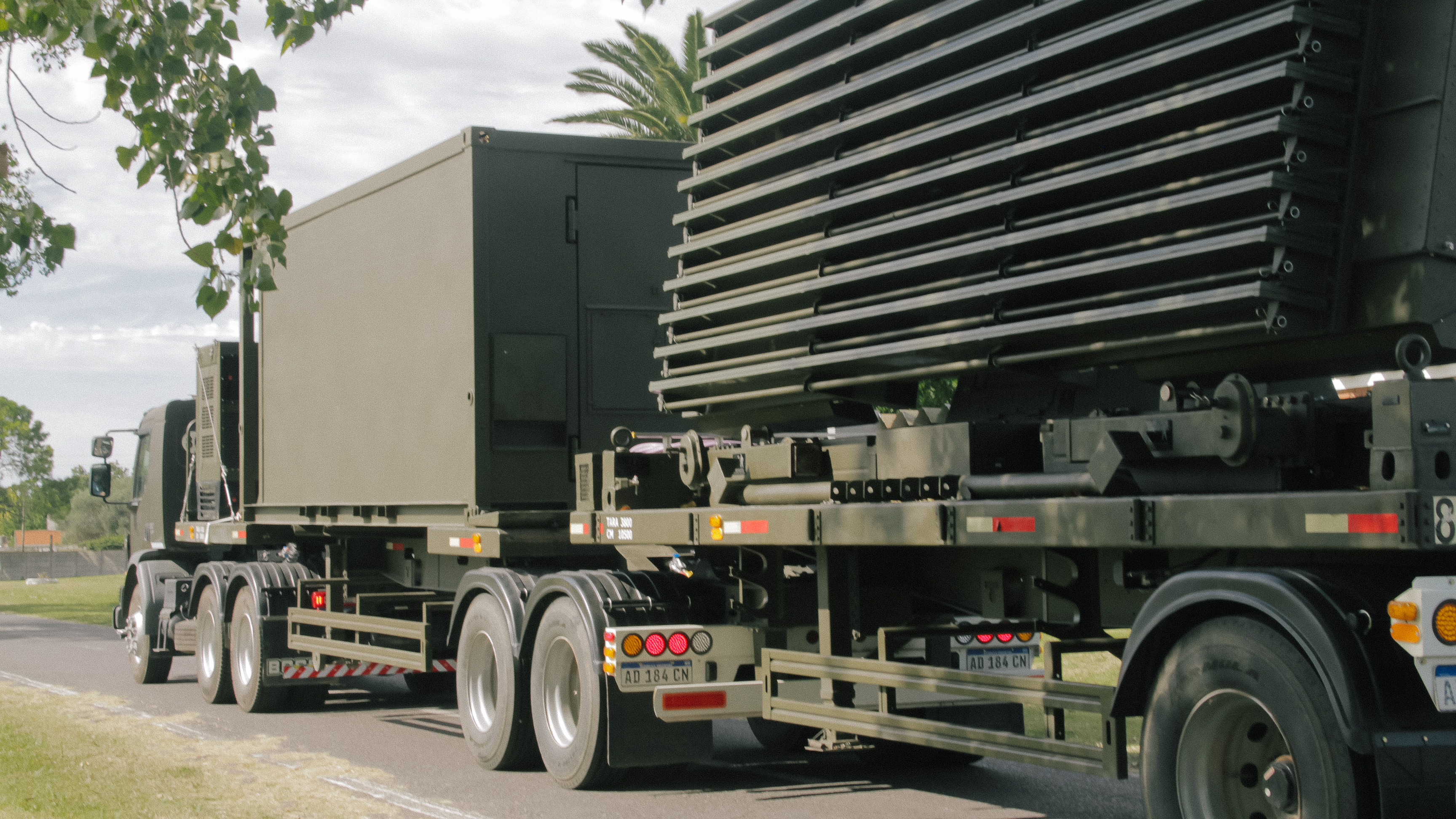

Tecnología avanzada: Utiliza una antena phased array y técnicas digitales para adaptarse a diversas misiones, incluyendo la detección de aeronaves de baja altitud y pequeño porte.
Resiliencia en guerra electrónica: Incorpora un conjunto avanzado de contra-contramedidas electrónicas (CCME) para mantener su eficacia en ambientes hostiles.
Diseño eficiente: Todo el sistema puede transportarse en dos cabinas ISO estándar y entrar en operación en menos de 30 minutos con solo dos operadores.
Flexibilidad operativa: Puede funcionar como un centro de comando completo o integrarse a sistemas de vigilancia multi-sensor, operando local o remotamente.
Derivado del radar RPA-240T, este modelo comparte módulos clave, facilitando su mantenimiento y reduciendo costos operativos. Además, INVAP respalda su uso con capacitación, transferencia de tecnología y soporte logístico de alta calidad, consolidando el RPA-170M como una solución confiable para la defensa aérea, el control de fronteras y la seguridad nacional. 
RSMA-S: Radar Secundario para el Tránsito Aéreo
El RSMA-S (Radar Secundario Monopulso Modo S) es un sistema diseñado para la gestión eficiente del tránsito aéreo, adaptado a los estándares internacionales y a las demandas tecnológicas actuales. Este radar incorpora modos de operación como 1, 2, 3/A, C y S (tanto en Vigilancia Elemental como Mejorada), lo que lo hace apto para una amplia gama de aplicaciones en el control aéreo.
Su diseño ha sido probado en diversas condiciones ambientales, desde zonas frías como Ushuaia hasta climas subtropicales como el de Misiones. Además, incluye capacidades de recepción y procesamiento de mensajes ADS-B Extended Squitter, que mejoran la precisión y la cobertura en el seguimiento de aeronaves. 
El sistema se destaca por su configuración redundante, que asegura operación continua y minimiza el mantenimiento. Sus herramientas de supervisión y autocalibración lo hacen eficiente y confiable, incluso en escenarios complejos de alta densidad de tráfico aéreo o interferencias electrónicas.
Con décadas de experiencia en su desarrollo, el RSMA-S es una evolución del radar RSMA original, en uso desde 2007 en distintas regiones de Argentina. Su diseño compacto y adaptable lo convierte en una opción versátil para la gestión del espacio aéreo en diversos contextos operativos.
RUAS-160: Sistema No Tripulado de Alas Rotatorias
El RUAS-160 es un helicóptero no tripulado modular y de gran autonomía, fruto de la colaboración entre INVAP, Cicaré y Marinelli Technology. Este sistema, altamente versátil, se adapta tanto a tareas de Defensa y Seguridad como a la industria agrícola y otras aplicaciones civiles. 
Aplicaciones principales

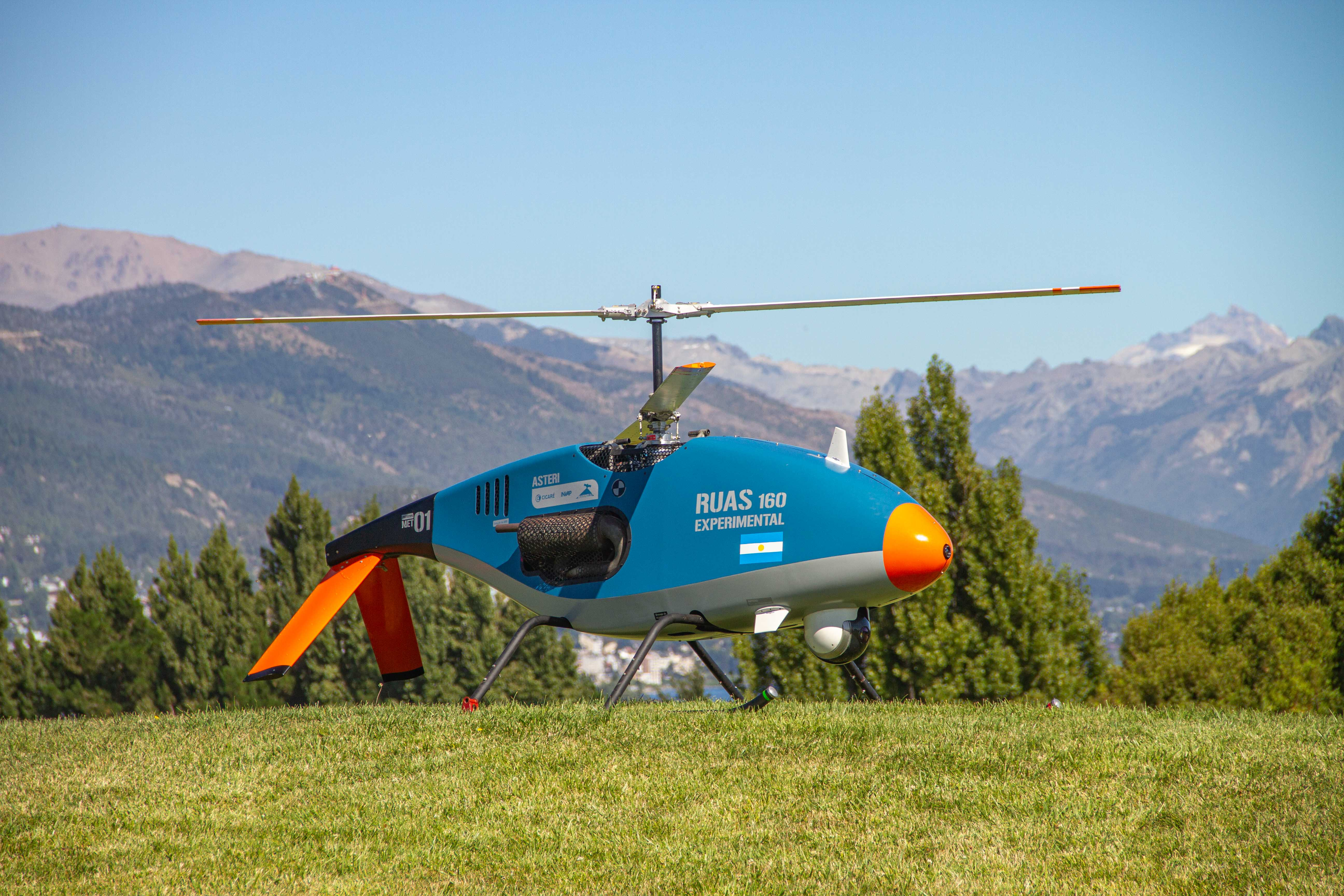

- Defensa: Equipado con sensores giroestabilizados, radar SAR y LIDAR para identificar objetos en tierra y mar.
- Agricultura: Pulverización hiperselectiva y monitoreo del estado de cultivos.
- Uso dual: Monitoreo de infraestructura (líneas eléctricas, minas) y apoyo en emergencias (incendios, rescates).

Ventajas operativas
- Modularidad para diversas configuraciones, desde transporte médico hasta distribución en emergencias.
- Capacidad para operar en condiciones adversas y desde diferentes terrenos.
- Control remoto mediante estaciones portátiles o sistemas avanzados de largo alcance.

Compacto y confiable, el RUAS-160 destaca por su flexibilidad y múltiples usos en defensa, industria y emergencias.
Radar Mamboreta: Radar Secundario Monopulso Móvil: Derivado directo del Proyecto Radar Secundario Monopulso Argentino de aplicación dual (civil-militar). Su destino principal se puede establecer como apoyo de tránsito aéreo en aeródromos de campaña de la FAA, en reemplazo de los RSMA de dotación de la ANAC para casos de emergencia o mantenimiento mayor programado y/o el apoyo a operaciones aéreas en el Sector Antártico Argentino.

### Exportación
En abril de 2023, INVAP concretó la exportación de un radar RPA-200MC a Nigeria (de un total de dos).

## Generadores eólicos
INVAP ha desarrollado robustos modelos de aerogeneradores, capaces de soportar de manera satisfactoria importantes vientos de hasta 150 km/h, hielo y nieve.
El modelo IVS 4500 de 4,4 m de diámetro de giro de pala, genera 4,5 kW adecuados para aplicaciones en sistemas de protección catódica de ductos, iluminación y bombeo. También está trabajando en el desarrollo de aerogeneradores de 1,5 kW de potencia.

## Otros proyectos realizados
- Puertas para el hangar del destructor ARA Hércules de la Armada Argentina.[40]
- Sistemas para detección temprana de cualquier incendio forestal.[41]
- Sistema de control de la pesca en el Golfo San Matías.
- Simuladores para la instrucción de pilotos navales "Melipal".[42]
- Equipamiento médico equipos de cobaltoterapia y simuladores de tratamiento. Se están construyendo 18 centros completos de radioterapia en Venezuela.[43]
- Plantas de liofilización para la conservación de materiales biológicos, en especial frutas finas.[44]
- Robots y telemanipuladores.[45]
- Planta de Tratamiento y Disposición Final de Residuos Industriales.[46]
- ARA Santa Fe (S-43)
- Amazônia-1 (en conjunto con INPE-Brasil)[47]
- RUAS-160: VANT en desarrollo con Cicaré y Marinelli Technology.[48]

## Reconocimientos
El reactor OPAL, para fines de 2006, había ganado 7 premios por distintos aspectos de excelencia, entre ellos el Bentley Award, NSW Awards, WTIA Fabricator of the Year, y otros.
En 2008 la empresa recibió el Premio Konex de Platino como la "Entidad de Investigación Científica y Tecnológica" más importante de la última década en Argentina y en 2018 obtuvo el Premio Konex de Brillante, máximo galardón que otorga la Fundación Konex.